# Гимн Самоа
«The Banner of Freedom» («Флаг Свободы») — национальный гимн Самоа. Слова, возвеличивающие государственный флаг, и музыку к ним написал Сауни Иига Куреса. «The Banner of Freedom» был принят в качестве национального гимна Самоа после получения независимости от Новой Зеландии в 1962 году.